# Kate Quinn
Pour les articles homonymes, voir Quinn.
Kate Quinn est une écrivaine américaine connue pour ses œuvres de fiction historique.

## Jeunesse et éducation
Quinn est née et a grandi à Long Beach en Californie. Elle est diplômée de l'Université de Boston avec un baccalauréat ès arts en 2004 et une maîtrise en chant classique en 2006.

## Carrière
Les romans de Quinn se concentrent sur des destins de femmes hors du commun tels que tireuses d'élite, espionnes ou décrypteuses de codes. Ses œuvres se déroulent à différentes époques historiques. Cinq de ses romans se déroulent sous l'Empire romain, deux relatent la vie les Borgia dans la Renaissance italienne et, plus récemment, une série de romans se situe pendant et après la Seconde Guerre mondiale. Son roman de fiction historique sorti en 2017, Le réseau Alice, est un best-seller du New York Times. Son huitième roman La chasseresse, qui date de 2019, reçoit des critiques positives dans le Washington Post et le Kirkus Reviews. Ses romans Le code rose et Le diamant d'Odessa sont également des best-sellers du New York Times,.
Quinn a également contribué à une série de romans historiques écrits en collaboration avec plusieurs auteurs. Dans cette série, chaque auteur a écrit un chapitre distinct présentant la voix d'un personnage différent, qui constitue ainsi une seule histoire qui se chevauche. Le premier roman d'entre eux, A Day of Fire: A Novel of Pompeii, est en cours de développement pour une série limitée des studios Amazon.

## Vie personnelle
Kate Quinn vit avec son mari dans le Maryland.

### Romans

#### SérieLa Maîtresse de Rome
- Les Héritières de Rome (2014) (ISBN 9782258109162)
- La Maîtresse de Rome (2012) (ISBN 9782258088795)
- L'Impératrice des sept collines (2013) (ISBN 9782298083378)
- The Three Fates (2015) (ASIN B00TXRB1J0)
- Lady of the Eternal City (2015) (ISBN 978-0425259634)

#### Les Chroniques des Borgia
- Le Serpent et la Perle (2015) (ISBN 978-2258110670)
- La Concubine du Vatican (2016) (ISBN 978-2258134485)

#### Autres romans
- Le Réseau Alice (2020) (ISBN 978-2811223946)
- La Chasseresse (2021) (ISBN 978-2381221908)
- Le Code Rose (2022) (ISBN 978-2381225142)
- Le Diamant d'Odessa (2023) (ISBN 978-2381223933)
- La Couronne du Phénix (2024) (avec Janie Chang) (ISBN 978-2381228860)
- The Briar Club (2024) (ISBN 978-0008643546)

### Romans écrits en collaboration
- A Day of Fire: A Novel of Pompeii (avec Stephanie Dray, Sophie Perinot, Ben Kane et Vicky Alvear Shecter) (2014)  (ISBN 978-0990324577)
- A Year of Ravens: A Novel of Boudica's Rebellion (avec Ruth Downie, Stephanie Dray, E. Knight, Vicky Alvear Shecter, S.J.A. Turney et Russell Whitfield) (2015)  (ISBN 978-1517635411)
- A Song of War: A Novel of Troy (avec Christian Cameron, Libbie Hawker, Vicky Alvear Shecter, SJA Turney, Stephanie Thornton et Russell Whitfield) (2016)  (ISBN 978-1536931853)
- Ribbons of Scarlet: A Novel of the French Revolution's Women (avec Stephanie Dray, Laura Kamoie, E. Knight, Heather Webb et Sophie Perinot) (2019)  (ISBN 978-0062952196)